# Zentrum für Wissenschaftliches Tauchen

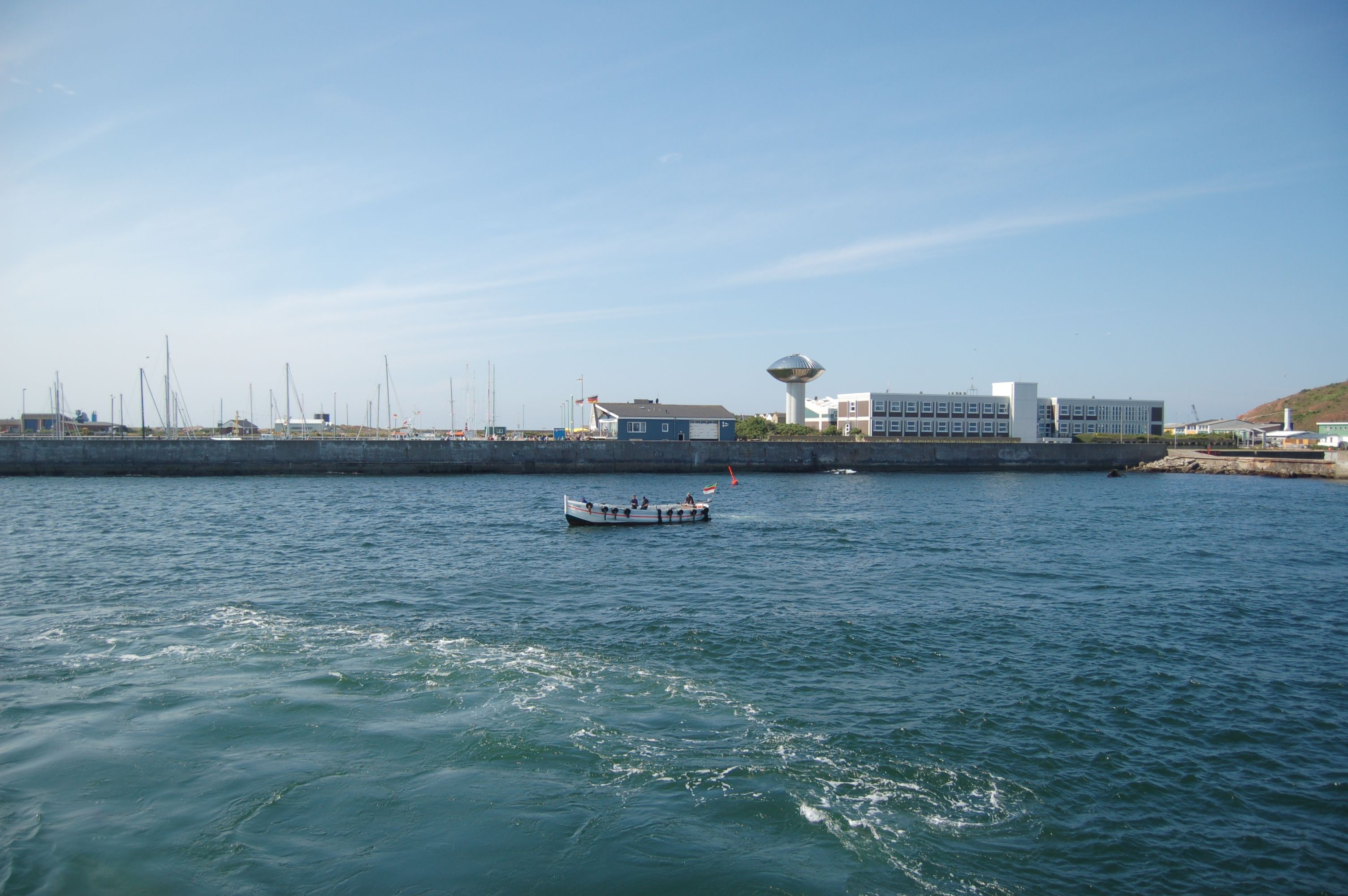
Haus A der Biologischen Anstalt Helgoland des Alfred Wegener Instituts für Polar- und Meeresforschung

Das Zentrum für Wissenschaftliches Tauchen (englisch AWI Center for Scientific Diving [AWI-CSD]) des Alfred-Wegener-Institutes auf Helgoland ist eine Tauch- und Ausbildungsbasis für Forschungstaucher. Das Zentrum ist an die Biologische Anstalt Helgoland des AWI angegliedert und wird von dem Biologen Philipp Fischer geleitet.
Das AWI-CSD ist die zentrale Plattform für die jährlich ca. 1500 wissenschaftlichen Taucheinsätze des AWI. Es koordiniert und unterstützt mit seiner Infrastruktur die Taucheinsätze des AWI. Diese werden unter anderen an den Standorten Bremerhaven und Sylt, auf den Forschungsschiffen Polarstern, Heincke, Uthörn, an der AWIPEV-Station (Arktis) und dem Dallmann-Labor (Antarktis) durchgeführt.
Das Zentrum bildet neben AWI-Wissenschaftlern auch Wissenschaftler von weiteren wissenschaftlichen Einrichtungen und Universitäten aus.
Das Forschungstauchzentrum (FTZ) ist von der Kommission für Forschungstauchen Deutschland (KFT) als Ausbildungsstätte anerkannt.

## AWI-Tauchgruppe
Zurzeit verfügt das AWI über ca. 50 ausgebildete Forschungstaucher. Die Taucher arbeiten sowohl an ihren eigenen wissenschaftlichen Projekten, als auch in fremden Projekten, in denen sie stellvertretend Arbeiten unter Wasser durchführen.
Ein Beispiel hierfür sind die jährlichen Taucheinsätze an der AWIPEV-Station in Ny-Ålesund. Hierbei werden eine Vielzahl verschiedener Forschungsprojekte des AWI und kooperierender Institute unterstützt. Das Einsatzspektrum der Taucher reicht von normaler Probenahme über die Installation und Wartung von Langzeitmesseinrichtungen bis hin zum Aufbau und der Betreuung saisonaler In-situ-Versuche im Bereich des Kongsfjords.
Ein weiteres Beispiel sind Forschungsarbeiten im Rahmen des Projekts Margate auf Helgoland, einem 2010 eingerichteten aus 36 Tetrapoden bestehendem künstlichen Riff. Dieses Unterwasser-Experimentierfeld dient der Klärung des Einflusses künstlich eingebrachter Strukturen auf das marine Ökosystem.